# Francileudo Santos
Francileudo Silva dos Santos (ara. فرانسليدو دوس سانتوس) (Zé Doca, Maranhão, 20. ožujka 1979.) bivši je tuniški nogometaš brazilskog podrijetla i reprezentativac Tunisa. Igrač je poznat pod nadimkom Cestovni trkač.

## Klupska karijera
Francileuda Santosa su u Brazilu otkrili belgijski nogometni skauti dok je igrao za tamošnju Sampaio Correju. U Belgiji je nastupao za Standard Liège ali kako nije mogao napredovati u klubu, otišao je u tuniški Étoile Sahel.
Zbog zapaženih igara u Tunisu, tamošnji trener Jean Fernandez ga je kasnije doveo u Sochaux koji je trenirao. Nakon jedne sezone, klub se zahvaljujući Santosovim odličnim igrama i golovima plasirao u prvu ligu. U tom razdoblju karijere, Santos je sa Sochauxom 2004. osvojio Coupe de la Ligue te dobio poziv u tunišku reprezentaciju.
U srpnju 2005. je transferiran u Toulouse za 3,25 milijuna eura. Ozljeda koju je zadobio u prijateljskoj reprezentativnoj utakmici uoči SP-a u Njemačkoj bila je ozbiljnija nego što se očekivalo te ga je na duže vrijeme udaljila s terena. Zbog toga se špekuliralo o kraju igračeve karijere. Povratkom na terene u listopadu 2006., Santos je odigrao svega četiri utakmice za Toulouse dok je u veljači 2007. otišao na posudbu u švicarski FC Zürich. S klubom je te sezone osvojio švicarsko prvenstvo dok je u utakmici Kupa UEFA zabio dva pogotka moskovskom Spartaku.
2008. godine Francileudo se vraća u Sochaux ali u njemu nije bio toliko uspješan kao prvi put. Klub je napustio nakon godinu dana da bi u siječnju 2010. potpisao za Istres za koji je odigrao proljetni dio sezone. U ljeto 2010. ponovo postaje igrač Étoile Sahela.

## Reprezentativna karijera
Tuniški nogometni savez htio je naturalizirati Brazilca još početkom 2000. godine, ali je Francileudo s time odugovlačio jer se nadao pozivu u selekciju Brazila. Međutim, kada je shvatio da su mu u napadu konkurencija Júlio Baptista, Robinho i Fred, igrač je prihvatio tuniško državljanstvo te debitirao u utakmici protiv Benina 2004.
Te godine je s Tunisom osvojio Afrički Kup nacija kojem je upravo njegova nova zemlja bila domaćin. Također, s četiri pogotka bio je među najboljim strijelcima turnira zajedno uz Patricka Mbomu, Jay-Jay Okochu i Frédérica Kanoutéa.
S reprezentacijom je sudjelovao i na Kupu konfederacija 2005. gdje je zabio dva pogotka Australiji za pobjedu od 2:0. Tadašnji izbornik Roger Lemerre uveo ga je i na popis reprezentativaca za Svjetsko prvenstvo u Njemačkoj 2006. unatoč ozljedi koju je zaradio u prijateljskoj utakmici uoči Mundijala. Zbog toga je odigrao svega posljednjih 11 minuta u zadnjem susretu skupine protiv Ukrajine.
Posljednju utakmicu za reprezentaciju Tunisa, Santos je odigrao 4. veljače 2008. u četvrtfinalu Afričkog Kupa nacija protiv Kameruna. Taj susret Tunis je izgubio s tijesnih 3:2 čime je eliminiran iz daljnjeg natjecanja.

### Pogoci za reprezentaciju
| #   | Datum              | Mjesto                            | Protivnik    | Pogodak | Rezultat | Natjecanje                                |
| --- | ------------------ | --------------------------------- | ------------ | ------- | -------- | ----------------------------------------- |
| 1.  | 24. siječnja 2004. | Radès, Tunis                      | Ruanda       | 2 : 1   | 2 : 1    | Afrički Kup nacija 2004.                  |
| 2.  | 28. siječnja 2004. | Radès, Tunis                      | DR Kongo     | 1 : 0   | 3 : 0    | Afrički Kup nacija 2004.                  |
| 3.  | 28. siječnja 2004. | Radès, Tunis                      | DR Kongo     | 3 : 0   | 3 : 0    | Afrički Kup nacija 2004.                  |
| 4.  | 14. veljače 2004.  | Radès, Tunis                      | Maroko       | 1 : 0   | 2 : 1    | Afrički Kup nacija 2004.                  |
| 5.  | 4. rujna 2004.     | Rabat, Maroko                     | Maroko       | 1 : 0   | 1 : 1    | Kvalifikacije za SP u Njemačkoj 06'       |
| 6.  | 26. ožujka 2005.   | Radès, Tunis                      | Malavi       | 2 : 0   | 7 : 0    | Kvalifikacije za SP u Njemačkoj 06'       |
| 7.  | 26. ožujka 2005.   | Radès, Tunis                      | Malavi       | 3 : 0   | 7 : 0    | Kvalifikacije za SP u Njemačkoj 06'       |
| 8.  | 26. ožujka 2005.   | Radès, Tunis                      | Malavi       | 5 : 0   | 7 : 0    | Kvalifikacije za SP u Njemačkoj 06'       |
| 9.  | 26. ožujka 2005.   | Radès, Tunis                      | Malavi       | 6 : 0   | 7 : 0    | Kvalifikacije za SP u Njemačkoj 06'       |
| 10. | 4. lipnja 2005.    | Gaborone, Bocvana                 | Bocvana      | 2 : 1   | 3 : 1    | Kvalifikacije za SP u Njemačkoj 06'       |
| 11. | 21. lipnja 2005.   | Leipzig, Zentralstadion, Njemačka | Australija   | 1 : 0   | 2 : 0    | Kup konfederacija 2005.                   |
| 12. | 21. lipnja 2005.   | Leipzig, Zentralstadion, Njemačka | Australija   | 2 : 0   | 2 : 0    | Kup konfederacija 2005.                   |
| 13. | 22. siječnja 2006. | Aleksandrija, Egipat              | Zambija      | 1 : 1   | 4 : 1    | Afrički Kup nacija 2006.                  |
| 14. | 22. siječnja 2006. | Aleksandrija, Egipat              | Zambija      | 3 : 1   | 4 : 1    | Afrički Kup nacija 2006.                  |
| 15. | 22. siječnja 2006. | Aleksandrija, Egipat              | Zambija      | 4 : 1   | 4 : 1    | Afrički Kup nacija 2006.                  |
| 16. | 26. siječnja 2006. | Aleksandrija, Egipat              | Južna Afrika | 1 : 0   | 2 : 0    | Afrički Kup nacija 2006.                  |
| 17. | 9. rujna 2007.     | Khartoum, Sudan                   | Sudan        | 2 : 3   | 2 : 3    | Kvalifikacije za Afrički Kup nacija 2008. |
| 18. | 27. siječnja 2008. | Tamale, Gana                      | Južna Afrika | 1 : 0   | 3 : 1    | Afrički Kup nacija 2008.                  |
| 19. | 27. siječnja 2008. | Tamale, Gana                      | Južna Afrika | 2 : 0   | 3 : 1    | Afrički Kup nacija 2008.                  |

## Osvojeni trofeji

### Klupski trofeji
| Klub      | Trofej              | Sezona / godina |
| Francuska | Francuska           | Francuska       |
| --------- | ------------------- | --------------- |
| Sochaux   | Francuska 2. liga   | 2000./01.       |
| Sochaux   | Francuski Liga Kup  | 2004.           |
| Švicarska |                     |                 |
| FC Zürich | Švicarsko prvenstvo | 2006./07.       |

### Reprezentativni trofeji
| Turnir             | Trofej | Godina |
| ------------------ | ------ | ------ |
| Afrički Kup nacija | Zlato  | 2004.  |

### Individualni trofeji
| Trofej                       | Godina |
| ---------------------------- | ------ |
| Najbolji igrač u Ligue 2     | 2001.  |
| Najbolji strijelac u Ligue 2 | 2001.  |

## Vanjske poveznice
- Footballzz.com
- UK.Eurosport.Yahoo.com
- Goal.com[neaktivna poveznica]